# Condado de Calaveras
El condado de Calaveras es uno de los 58 condados del Estado estadounidense de California. La sede del condado y mayor ciudad es San Andreas. El condado posee un área de 2685 km², una población de 40 554 habitantes, y la densidad de población es de 15 hab/km² (según el censo nacional de 2000). Este condado fue fundado en 1850.

## Etimología
La palabra calaveras hace referencia a cráneos humanos. El condado tomó su nombre a partir del Río de las Calaveras; se dice que fue bautizado por el explorador español Gabriel Moraga, cuando en sus expediciones de 1806-1808 encontró muchos cráneos de indios norteamericanos a lo largo de las riberas del río. Los españoles creyeron que habían muerto de hambre o en conflictos tribales por territorios de cacería y lugares de pesca. Una causa más probable pudo haber sido una enfermedad epidémica europea, adquirida al interactuar con otras tribus cerca de las misiones en la costa. De hecho, los restos humanos eran de los indios Miwuk asesinados por los soldados españoles al rebelarse en contra de los misioneros españoles. Moraga probablemente desconocía esta parte de la historia. El río Stanislaus, que atraviesa el condado, fue llamado en honor de Estanislao, un Lakisamni Yokut que escapó de la Misión de San José a fines de la década de 1830. Se cuenta que reunió un pequeño grupo de hombres armados con armas improvisadas, luego se ocultó en las colinas cuando los mexicanos atacaron. Los nativos fueron rápidamente diezmados por los disparos de los mexicanos. 
En 1836, John Marsh, José Noriega, y un grupo de hombres, se fueron a explorar el norte de California. Acamparon junto al lecho un río en la noche, y cuando se despertaron a la mañana siguiente, descubrieron que habían acampado en medio de una gran cantidad de cráneos y huesos. También dieron al río el nombre apropiado: Calaveras.
El escritor Mark Twain pasó 88 días seminales en el condado en 1865, tiempo durante el cual escuchó en el Angel Hotel el relato que se convirtió en "La célebre rana saltarina del Condado de Calaveras". Este cuento corto impulsó la carrera literaria de Mark Twain y puso en el mapa al Condado de Calaveras.

## Geografía
Según la Oficina del Censo, el condado tiene un área total de 2685 km² (1.037 sq mi), de la cual 2642 km² (1.020 sq mi) es tierra y 44 km² (17 sq mi) (1.62%) es agua.

### Condados adyacentes
- Condado de Amador (norte)
- Condado de Alpine (este)
- Condado de Tuolumne (sur & sureste)
- Condado de Stanislaus (suroeste)
- Condado de San Joaquín (oeste)

### Localidades

#### Ciudades
Angels Camp 

#### Lugares designados por el censo
Arnold |
Avery |
Copperopolis |
Dorrington |
Forest Meadows |
Mokelumne Hill |
Mountain Ranch |
Murphys |
Rail Road Flat |
Rancho Calaveras |
San Andreas |
Vallecito |
Valley Springs |
Wallace |
West Point 

## Demografía
Según la Oficina del Censo, en 2000, había 40 554 personas, 16 469 hogares, y 11.742 familias que residían en el condado. La densidad de población era de 40 personas por milla cuadrada (15/km²). Había 22 946 viviendas en una densidad media de 22 por milla cuadrada (9/km ²). La composición racial del condado era de 91.19% blancos, el 0.75% negros o afroamericanos, el 1.74% amerindios, el 0.85% asiáticos, 0.09% isleños del Pacífico, el 2.07% de otras razas, y el 3.31% de dos o más razas. El 6.82% de la población eran hispanos o latinos de cualquier raza. El 94.5% de la población habla Inglés y el 4.0% español como primera lengua.
En 2000 había 16 469 hogares de los cuales 26.7% tenían niños bajo la edad de 18 que vivían con ellos, el 58.9% eran parejas casadas viviendo juntas, el 8.6% tenían a una mujer divorciada como la cabeza de la familia y el 28.7% no eran familias. El 23.3% de todas las viviendas estaban compuestas por individuos y el 10.1% tenían a alguna persona anciana de 65 años de edad o más. El tamaño del hogar promedio era de 2.44 y el tamaño promedio de una familia era de 2.85.
En el condado la composición por edad era del 22.8% menores de 18 años, el 5.5% tenía entre 18 a 24 años, el 22.4% de 25 a 44, el 31.1% entre 45 a 64, y el 18.2% tenía más de 65 años de edad o más. La edad promedia era 45 años. Por cada 100 mujeres había 98.5 varones. Por cada 100 mujeres mayores de 18 años había 95,7 varones.
En 2000, el ingreso promedio para una vivienda en el condado era de $41 022, y la renta media para una familia era $47 379. Los varones tenían una renta media de $41 827 contra $28 108 para las mujeres. El ingreso per cápita del condado era de $21 420. Alrededor del 8.7% de las familias y el 11.8% de la población estaban por debajo del umbral de pobreza, el 15.6% eran menores de 18 años de edad y el 6.2% eran mayores de 65 años.

## Transporte

### Principales autopistas
- Ruta Estatal 4
- Ruta Estatal 12
- Ruta Estatal 26
- Ruta Estatal 49